# Alexandru Ioan Cuza (Cahul)
Alexandru Ioan Cuza es una localidad de Moldavia en el distrito (raión) de Cahul.
La localidad tiene una de las escuelas más antiguas de Besarabia, con primeros egresados en 1856. 

## Geografía
Se encuentra a una altitud de 20 m s. n. m. a 189 km de la capital nacional, Chisináu.

## Demografía
En el censo 2014 el total de población de la localidad fue de 2447 habitantes.